# 개나리족
개나리족은 물푸레나무과에 속하는 식물 분류군의 하나이다.

## 하위 분류
- 미선나무속
- 개나리속